# Пиксодар (сын Мавсола)
Пиксодар (др.-греч. ) — кариец, принявший участие в совместном с греками выступлении своих земляков против персов во время Ионийского восстания в начале V века до н. э.
О Пиксодаре, сыне Мавсола, из карийской Киндии известно из «Истории» Геродота. Во время Ионийского восстания против владычества Ахеменидов в Азии в начале V века до н. э. к мятежным грекам присоединились и карийцы. Перед битвой карийцев с персами под предводительством полководца Давриса у так называемых «Белых Столпов» на Марсии, впадающем в Меандр, Пиксодар советовал перейти эту реку, чтобы, не располагая возможностью для бегства, «показать чудеса храбрости». Но его совет, признаваемый Геродотом лучшим, не был принят, так как карийцы посчитали, что лучшим для них станет, если река окажется в тылу у персов, которые при поражении не смогут её переплыть. В произошедшем сражении карийцы потерпели поражение.
Женой Пиксодара стала дочь киликийского царя Сиеннесия. По мнению М. Дж. Меллинка, брак состоялся примерно в 494 году до н. э. П. Бриан посчитал, что это событие произошло около 500 года до н. э., Пиксодар мог быть предком Мавсола.
Как отметил Бриан, из повествования Геродота следует, что карийцы смогли объединиться только перед угрозой внешней опасности. По замечанию А. Олмстеда, при Пиксодаре Кария приобрела автономию.